# Petitionswesen in der Volksrepublik China
Das Petitionswesen (chinesisch 信訪, Pinyin Xìnfǎng, deutsch „Briefe und Besuche“) der Volksrepublik China ist ein weltweit einmaliges System, welches parallel zum eigentlichen Rechtssystem verläuft. 
Offiziell gibt es den Bürgern der Volksrepublik China die Möglichkeit, sich mit Problemen, Beschwerden, Kritik und Anliegen direkt an den Staat zu wenden. Die Petitionen können in den lokalen Petitionsbüros eingereicht werden, welche von den lokalen Beamten bearbeitet und gegebenenfalls an die nächsthöheren Instanzen weitergeleitet werden. Die höchste Instanz ist schließlich das Nationale Petitionsbüro in Peking. Dieses ist eine dem Generalbüro des Staatsrates untergeordnete Abteilung, deren Macht mit der eines Ministeriums zu vergleichen ist.
Chinas Gerichte sind normalerweise nicht unabhängig, sondern unterliegen den politischen Entscheidungsträgern. Besonders für die Bauern sind Recht und Ordnung deswegen kaum einklagbar. Somit bleibt den meisten neben dem Rechtsweg nur noch das Petitionswesen, um ihre Gerechtigkeit zu fordern. Dadurch ergibt sich eine hohe Anzahl von Petitionsstellern. Die durchschnittliche jährliche Rate der registrierten Petitionen beläuft sich im Jahre 2002 auf 11,5 Millionen. 2004 wurden über 10 Millionen Petitionen verzeichnet. Im Jahr 2011 wurden mehr als 6,5 Millionen neue Zivilklagen eingereicht.

## Entwicklung
Chinas Petitionssystem stammt ursprünglich aus dem Kaiserreich Chinas. Schon in frühkonfuzianischen Werken (etwa 500 v. Chr.) wird von Beschwerden, die chinesische Bürger an den Kaiser in Form von Schriften reichen, berichtet. In der Ming- (1368–1644) und Qing-Dynastie (1644–1911) hatte jeder Bürger hatte das Recht, Fehlverhalten, Misshandlungen oder Ungerechtigkeiten den örtlichen Beamten zu melden und gerichtliche oder administrative Fehlverhalten an höhere Instanzen zu reichen.
Diese Form des Petitionsrechtes übernahm auch die Volksrepublik China 1949 in ihrer Verfassung. 1951 wurden auf Anordnung des Verwaltungsrates Petitionsbüros auf allen Stufen der lokalen und zentralen Verwaltung eingerichtet.
In der Verfassung von 1954 wurde das Petitionswesen erstmals ausführlich formuliert:

„Art. 97: Die Bürger der Volksrepublik China haben das Recht, vor jedem staatlichen Organ beliebiger Stufe gegen jeden Regierungsfunktionär wegen Rechtsbruch oder Vernachlässigung seiner Pflichten schriftlich oder mündlich Klage zu führen. Personen, die infolge Beeinträchtigung ihrer Rechte als Bürger durch Regierungsfunktionäre Verluste erlitten haben, haben einen Anspruch auf Schadenersatz.“

1982 erweiterte sich das Petitionssystem allmählich um spezifische Staatsanwälte, Volkskongresse und spezifische Beschwerdestellen innerhalb der Regierung. Außerdem wurde das Petitionsrecht in der Verfassung von 1982 um einige Einschränkungen und Erweiterungen verändert:

„Art. 41: Die Bürger der Volksrepublik China haben das Recht, gegenüber jeglichem Staatsorgan oder Staatsfunktionär Kritik und Vorschläge zu äußern; sie haben das Recht, sich wegen Rechtsüberschreitung oder Pflichtvernachlässigung durch Staatsorgane oder Staatsfunktionäre mit einer Anrufung, Anklage oder Anzeige an das entsprechende Staatsorgan zu wenden; es dürfen jedoch keine falschen Anschuldigungen und Diffamierungen durch Erfindung oder Entstellung von Tatbeständen erhoben werden. Die entsprechenden Staatsorgane müssen die Anrufungen, Anklagen oder Anzeigen der Bürger auf der Grundlage von Untersuchung der Tatsachen verantwortungsvoll behandeln. Niemand darf eine solche Anrufung, Anklage oder Anzeige unterdrücken oder dafür Vergeltung üben.Personen, die infolge der Verletzung ihrer Bürgerrechte durch Staatsorgane oder Staatsfunktionäre Verluste erleiden, haben das Recht auf Schadensersatz gemäß den gesetzlichen Bestimmungen.“

Im Mai 2005 trat eine neue Verordnung in Kraft, die einen Ausbau des Petitionswesens vorsah. Die Zuständigkeiten der lokalen Petitionsbüros sollten verschärft werden, um Einreichungen effektiver bearbeiten zu können und die Belastung der vielen Petitionsstellern besser auf die lokalen Büros zu verteilen. Zudem wurde aufgrund der großen Mengen an Petitionsstellern, die sich besonders im Nationalen Petitionsbüro ansammelten, verordnet, dass für jede persönliche Beschwerde nicht mehr als fünf Vertreter zugelassen sind. Aus demselben Grund werden seit dem 1. Mai 2014 den Petitionsstellern verboten, die lokalen Büros zu umgehen und Petitionen direkt in das Nationale Petitionsbüro einzureichen. Um die lokalen Regierungen in die Lage zu versetzen, die Beschwerden der Petenten besser zu lösen, hat Peking einst die Kommunalbehörden benachteiligt, basierend auf der Anzahl der Petenten aus ihren Gerichtsbarkeiten, die Beschwerden in der Hauptstadt einlegten.

## Nutzen

### Für die Regierung
Die chinesische Regierung nutzt die Petitionen einerseits, um sich einen besseren Blick von der Lage in den Dörfern und Städten zu verschaffen, andererseits wird die Regierung auf Missstände in den Provinzen und auf das Fehlverhalten von lokalen Beamten aufmerksam und kann Maßnahmen ergreifen. Die Petitionen werden auch häufig für diverse Statistiken benutzt.

### Für die Petitionssteller
Für viele Chinesen ist der Weg über Petitionen die einzige Möglichkeit, um sich gegen örtliche Beamte wehren und vielleicht doch noch zu ihrem Recht zu kommen. Dies betrifft vor allem Opfer von Justizwillkür, die infolge von Korruption oder Misshandlung seitens der lokalen Beamten Hilfe suchen.
Für die lokalen Beamten ist dies von Nachteil. Berichten zufolge versuchen sie aus diesem Grund die Petitionssteller von der Einreichung der Petitionen an höher gestellte Institutionen abzuhalten. Es sind Fälle bekannt, in denen Petitionssteller von den lokalen Behörden gefangen genommen, misshandelt, in Zwangsarbeitslager, in Geheimgefängnisse gebracht oder erpresst werden, sodass sie sich meist unter großen Druck den lokalen Beamten unterordnen. Angestellten des Nationalen Petitionsbüros wird zudem vorgeworfen, Bestechungsgelder der lokalen Verwaltungen anzunehmen, damit eingereichte Beschwerden abgelehnt oder gelöscht werden. Untersuchungen des obersten Gerichts Chinas ergaben, dass in nur 2 Prozent der Fälle den Petitionsstellern recht gegeben wird, während etwa 80 Prozent der Petitionen berechtigt sind. Laut Untersuchungen von der Akademie für Sozialwissenschaften in China im Jahre 2004 waren 94,6 Prozent der neu angereisten Petitionssteller am Pekinger Nationalen Petitionsbüro davon überzeugt, dass ihre Fälle von den zuständigen Behörden angemessen bearbeitet werden. Nach einer Woche sank diese Zahl auf 39,3 Prozent.

## Meinungen
Beamte beschreiben die unterschiedliche Gewichtung der Beschwerden bezüglich verschiedener Themen in den letzten Jahren. In den 1970ern stünden die meisten Beschwerden im Zusammenhang mit der damaligen Kulturrevolution, in den 1980ern seien die meisten auf die Wirtschaft bezogen, und in den letzten Jahren häufen sich die Beschwerden im Thema Umwelt, Unternehmensreform und Landenteignung. Chinesische Wissenschaftler finden in der allgemeinen starken Zunahme an Petitionsstellern ein zunehmendes Misstrauen und eine erhöhte Unzufriedenheit des chinesischen Volkes gegenüber dem kommunistischen Regime. Von der anderen Seite wird die Zunahme an Beschwerden als ein gesteigertes Rechtsbewusstsein der Bürger interpretiert.
Laut vielen Betroffenen seien die Entscheidungen über die Petitionen der Willkür und Laune der Beamten unterlegen, statt den Gesetzen und Rechten. Viele Petitionen würden mit der Begründung abgelehnt, dass sie die Stabilität des Landes stören würden. Der Bürgerrechtler Xu Zhiyong sagte dazu, dass selbst wenn Petitionen angenommen werden, die Betroffenen nur eine reduzierte Entschädigung bekämen.